# San Juan de Tarucani (distrito)
O Distrito peruano de San Juan de Tarucani é um dos vinte e nove distritos que formam a Província de Arequipa, situada no Departamento de Arequipa, pertencente a Região Arequipa, Peru.

## Transporte
O distrito de San Juan de Tarucani é servido pela seguinte rodovia:
- PE-34A, que liga o distrito de La Joya (Região de Arequipa) à cidade de Juliaca Região de Puno)
- PE-34C, que liga o distrito de Tiabaya (Região de Arequipa) à cidade de Santa Lucía (Região de Puno)
- AR-119, que liga partes do sul do distrito
- AR-120, que liga partes do sul do distrito
- AR-121, que liga o distrito à cidade de San Antonio de Chuca[1][2][3]